# Conte di Buckingham
Il titolo di Conte di Buckingham era un titolo nobiliare inglese che rendeva pari del regno in Inghilterra.
Il titolo fu conferito la prima volta a Walter Giffard nel 1097, ma si perse alla morte del figlio di quest'ultimo, secondo conte di Buckingham (1164). Il titolo fu conferito nuovamente nel 1164 a Riccardo di Clare che morì nel 1176 senza discendenza.
Nel 1377 venne creato per la terza volta e fu conferito a Tommaso, il più giovane dei figli maschi del re d'Inghilterra Edoardo III. Nel 1397, dopo aver ricevuto il titolo di duca di Gloucester, Woodstock venne giustiziato. La contea venne ereditata da suo figlio Humphrey, che divenne secondo conte di Buckingham. Morto anche il secondo conte, il titolo si estinse e venne ricostituito nel 1618 per Mary Villiers, madre di George Villiers, il favorito di Giacomo I d'Inghilterra prima e di Carlo I d'Inghilterra poi.

## Prima creazione
- Walter Giffard, I conte di Buckingham (m.1102)
- Walter Giffard, II conte di Buckingham (m.1164)

## Seconda creazione
- Riccardo di Clare (m.1176)

## Terza creazione
- Tommaso Plantageneto (d. 1397)
- Umfredo Plantageneto, II conte di Buckingham (d. 1399)

## Quarta creazione
- Mary Villiers (1570-1632)